# 泰國鈍頭鮠
泰國鈍頭鮠，為輻鰭魚綱鯰形目鈍頭鮠科的其中一種，為亞熱帶淡水魚類，分布於亞洲泰國眉隆河流域，體長可達6.3公分，棲息在底層水域，生活習性不明。

## 扩展阅读
維基物種上的相關：泰國鈍頭鮠